# Чонгваи, Арон
Арон Чонгваи (венг. Csongvai Áron; род. 31 октября 2000, Будапешт) — венгерский футболист, полузащитник шведского АИК.

## Клубная карьера
Является воспитанником «Вашаша». В 2016 году присоединился к академии «Уйпешта». В клубе выступал за молодёжные составы, а также вторую команду. В её составе в общей сложности принял участие в 38 матчах, в которых забил 12 мячей. В 2019 году на правах аренды перешёл в «Вац», но за него провёл только один матч во втором дивизионе. В январе 2020 года вернулся в «Уйпешт» и 25 января дебютировал в его составе в чемпионате Венгрии в игре с «Дебреценом», выйдя на поле на 62-й минуте. В 2021 году вместе с командой дошёл до финала кубка страны. В решающем матче против «Фехервара» Чонгваи вышел на поле на 74-й минуте, а его команда одержала победу с минимальным счётом в дополнительное время и завоевала трофей.
14 февраля 2023 года перешёл в «Фехервар», с которым заключил контракт, рассчитанный на три года. Уже через четыре дня дебютировал за основной состав в матче чемпионата против «Академии Пушкаша». Он вышел в стартовом составе и на 54-й минуте забил единственный мяч своей команды в игре. В общей сложности за два года провёл за клуб 64 матча во всех турнирах, в которых забил четыре мяча.
13 февраля 2025 года стал игроком шведского клуба АИК, заключив трёхлетнее соглашение. Первую игру за новый клуб провёл на следующий день против «Дегерфорса» в матче группового этапа кубка Швеции.

## Карьера в сборной
В 2021—2022 годах выступал за молодёжную сборную Венгрии. В её составе дебютировал 2 сентября 2021 года во встрече отборочного турнира чемпионата Европы против Израиля.
10 ноября 2022 года из-за травмы Балинта Вечеи получил вызов с состав национальной сборной Венгрии на товарищеские матчи с Грецией и Люксембургом, но участия в матчах не принимал.

## Достижения
Уйпешт
- Обладатель кубка Венгрии: 2020/21

## Клубная статистика
| Выступление      | Выступление               | Выступление      | Лига | Лига | Кубки | Кубки | Конт. кубки | Конт. кубки | Итого | Итого |
| Клуб             | Лига                      | Сезон            | Игры | Голы | Игры  | Голы  | Игры        | Голы        | Игры  | Голы  |
| ---------------- | ------------------------- | ---------------- | ---- | ---- | ----- | ----- | ----------- | ----------- | ----- | ----- |
| Вац              | Национальный чемпионат II | 2019/20          | 1    | 0    | 0     | 0     | 0           | 0           | 1     | 0     |
| Вац              | Итого                     | Итого            | 1    | 0    | 0     | 0     | 0           | 0           | 1     | 0     |
| Уйпешт           | Национальный чемпионат I  | 2019/20          | 10   | 0    | 1     | 0     | 0           | 0           | 11    | 0     |
| Уйпешт           | Национальный чемпионат I  | 2020/21          | 28   | 2    | 2     | 1     | 0           | 0           | 30    | 3     |
| Уйпешт           | Национальный чемпионат I  | 2021/22          | 31   | 2    | 2     | 1     | 3           | 0           | 36    | 3     |
| Уйпешт           | Национальный чемпионат I  | 2022/23          | 18   | 1    | 1     | 2     | 0           | 0           | 19    | 3     |
| Уйпешт           | Итого                     | Итого            | 87   | 5    | 6     | 4     | 3           | 0           | 96    | 9     |
| Фехервар         | Национальный чемпионат I  | 2022/23          | 12   | 1    | 0     | 0     | 0           | 0           | 12    | 1     |
| Фехервар         | Национальный чемпионат I  | 2023/24          | 30   | 2    | 0     | 0     | 0           | 0           | 30    | 2     |
| Фехервар         | Национальный чемпионат I  | 2024/25          | 18   | 1    | 0     | 0     | 4           | 0           | 22    | 1     |
| Фехервар         | Итого                     | Итого            | 60   | 4    | 0     | 0     | 4           | 0           | 64    | 4     |
| АИК              | Алльсвенскан              | 2025             | 0    | 0    | 2     | 0     | 0           | 0           | 2     | 0     |
| АИК              | Итого                     | Итого            | 0    | 0    | 2     | 0     | 0           | 0           | 2     | 0     |
| Всего за карьеру | Всего за карьеру          | Всего за карьеру | 148  | 9    | 8     | 4     | 7           | 0           | 163   | 13    |